# Volt (film)
A Volt (eredeti cím: Bolt) 2008-ban bemutatott amerikai 3D-s számítógépes animációs kalandfilm-vígjáték, amely a 48. Disney-film, rendezője Byron Howard és Chris Williams. A rendezőpáros korábbi munkásságaihoz olyan alkotások tartoznak, mint a Mulan, az Eszeveszett birodalom, vagy a Mackótestvér. Az animációs játékfilm producere Clark Spencer. A forgatókönyvet Dan Fogelman és Chris Williams írták, zenéjét John Powell szerezte. A mozifilm a Walt Disney Pictures és a Walt Disney Animation Studios gyártásában készült, a Walt Disney Studios Motion Pictures forgalmazásában jelent meg. Az Amerikai Egyesült Államokban 2008. november 17-én, Magyarországon 2009. január 29-én mutatták be a mozikban.
A főszerepeket John Travolta és Miley Cyrus látják el. Ez volt a harmadik film a Disneytől, ami teljes egészében 3D-s rajztechnikával készült. A filmet több kitüntetett díjra, köztük Oscarra is jelölték, a "Legjobb Animációs Film" kategóriában, amit végül a Pixar WALL·E című filmje nyert meg, 2009-ben.
A történet főhőse egy kutya, Volt, aki egy szuperkutyát alakít egy kitalált hollywoodi filmsorozatban. Ám egy nap véletlenül elkerül a gazdájától, Pennytől, és útnak indul, hogy megkeresse. Útja során rengeteg veszélyes kalandot él át, új barátokat szerez, bejárja az Egyesült Államokat, hogy megtalálja szeretett gazdáját, és közben rájön arra, hogy ahhoz, hogy egy kutya hős legyen, nincs is szüksége szuperképességekre.

## Cselekmény
A film elején egy állatkereskedésben a kis Penny örökbe fogad egy imádni való, fehér szőrű kölyökkutyát, akinek a Volt (eredetileg Bolt) nevet adja.
5 évvel később, Voltról megtudjuk, hogy egy szuperképességű kutya, akinek fő feladata, hogy megvédje Pennyt a gonosz Dr. Calico, és annak erői ellen. A doktor elrabolta Penny apját, Dr. Forrester tudóst, hogy értékes információkat szedjen ki belőle, de ő nem hajlandó beszélni. Calico így Penny elrablását tervezi, hogy a lány életének veszélyeztetésével szóra bírja a tudóst. Volt azonban sikeresen megmenti Pennyt a gonoszoktól. Később kiderül, hogy mindez csupán egy filmfelvétel, egy televíziós sorozathoz, aminek Volt a sztárja. A stúdió azonban azt a látszatot kelti a kutya számára, hogy mindez valóságos, hogy ezáltal hitelesebbé tegyék az alakítását. A díszletet sosem hagyhatja el, éjszakánként pedig a lakókocsijába zárják, így nem tudja, hogy képességei hamisak, és ez az egész csupán illúzió. Penny sajnálja őt, szeretné hazavinni magával, de a producer ezt ellenzi. A következő rész forgatásán, amit lezáratlanul fejeznek be a nagyobb nézettség érdekében, Volt azt hiszi, hogy Pennyt elrabolta Dr. Calico, így kiszökik a stúdióból, ám végül beleesik egy dobozba, és tévedésből New Yorkba küldik őt.
New York utcáin bóklászva felfedezi, hogy szuper-képességei nem működnek, amit ő úgy fog fel, hogy Calico emberei legyengítették. Fő feladatának továbbra is azt tartja, hogy megtalálja Pennyt, és megmentse őt a veszélytől. Tudja, hogy Dr. Calico szereti a macskákat, ezért mindenáron találni akar egyet. Néhány galamb a segítségére siet, és úgy döntenek, hogy ha már Volt egy macskát keres, akkor elvezetik őt Micihez, egy gátlástalan kóbor macskához, aki folyton kizsákmányolja a madarakat. Volt elkapja őt és addig nem hajlandó elengedni, amíg meg nem találják Pennyt. Mici azt hiszi, hogy Volt nem normális; őrült, aki azt képzeli, hogy szupererői vannak. Felvilágosítja, hogy ha meg akarja találni gazdáját, vissza kell jutnia Hollywoodba, ahonnét jött. Útra kelnek hát a nyugati part felé.
Útközben Volt egyre több dolgot ismer meg a világból Mici segítségével; megismeri az éhséget, a fájdalmat, és számtalan más dolgot, amit egy hozzá hasonló kutyának már rég tudnia kéne. Útjuk során megismerkednek T-Rex-szel, a hörcsöggel, aki látta a televízióban Volt összes kalandját, és nagy rajongója a sztárnak. Immár ő is csatlakozik a kis csapathoz. T-Rex egyik megjegyzéséből, Mici rádöbben, hogy Volt egy tévésorozat szereplője, nem valódi szuperkutya, ám Volt ezt nem akarja elhinni neki. Amikor azonban mindkettejüket elkapja egy sintér, és Volt önerejéből képtelen kitörni, a sintérkocsi tárolójából, (T-Rex siet a segítségére), rájön, hogy valóban nincsenek igazi szuperképességei, és feladná a küzdelmet. T-Rex azonban lelket önt belé, és közös erővel kiszabadítják Micit a sintértelepről. Továbbfolytatják hát az utazást. Voltban kétségek támadnak, hogy ha ő nem egy szuperkutya, aki a gonoszt üldözi, akkor ki is valójában? Mici segítségével megismeri a kutyalét rejtelmeit, mindent megtanul, amit egy átlag kutyának tudnia kell. A kis csapat végül eljut Las Vegas-ig, ahol Mici szeretne letelepedni, de Volt folytatná az utat, mert bízik benne, hogy Penny még mindig szereti őt. Mici azonban figyelmezteti, hogy az emberek sosem szeretik szívből a kedvenceiket, hivatkozva arra, hogyan hagyták őt el az előző gazdái. Így különválnak az útjaik. T-Rex azonban mindenképp kitart Volt segítése mellett, s az ő elszántsága Micit is gondolkodóba ejti.
Volt végül, megérkezik Los Angelesbe, és visszatér a stúdióba, ahol látni véli Pennyt, amint egy másik hozzá hasonló kutyával játszik. Azt hiszi, nem kell már Pennynek, így csalódottan elkullog a helyszínről. Azonban Mici és T-Rex (akik egészen idáig követték Voltot), rájönnek, hogy Pennynek nagyon is hiányzik a kedvence, és, hogy a másik kutya csak egy hasonmás, aki Voltot helyettesíti a sorozatban. A sorozat következő részének forgatása katasztrófába torkollik, és a stúdióban tűz üt ki. Penny csapdába esik, és bennragad az égő épületben. Volt megérzi ezt, és azonnal kisgazdája segítségére siet. Behatol az épületbe, és dacolva kimenti a kislányt a romok közül, hangos "szuperugatásával" jelezve a mentőknek. Ezzel végre igazi hős válik belőle, mind Penny, mind a barátai szemében.
A történtek után Penny és Volt visszavonulnak a filmezéstől a csendes külvárosi mindennapokba, T-Rex és Mici is velük marad. Penny szerepét egy másik lány veszi át a filmben, az átváltozást pedig plasztikai műtéttel magyarázzák.

## Érdekességek
- A Volt számtalan változáson ment keresztül, míg elérte végleges formáját. A film munkacíme kezdetben Amerikai Eb volt, történetében pedig a főhős igazi szuperképességekkel rendelkező kutya lett volna, aki egyúttal az átlag kutyák életét is éli. A karakterek szintén más adottságúak voltak az eredeti tervek szerint.
- A film eleinte hagyományos 2D-s technikával készült volna, ám a komplikáltabb háromdimenziós jelenetek megalkotásához, az alkotók a végleges komputeranimáció mellett döntöttek.
- Penny szerepére Selena Gomez és Demi Lovato is esélyes volt.
- A Volt az első animációs film, amelynek elején felbukkan Mickey egér, ami a Disney logójának modernizálása óta, minden animációs filmen megjelenik.
- A mozifilm előtt mutatták be a Tokió Matuka című rövidfilmet, ami a Pixar Verdák filmjein alapszik. Ez volt az első alkalom, hogy Pixar nem a saját gyártású mozifilmjei bemutatása előtt debütált egy kisfilmmel, ami a stúdió munkája. Erre a későbbiekben is lett példa.
- A filmben, Volt, Mici és T-Rex utazásának jelenetei alatt, elhaladnak egy ősi vadnyugati tájon, amely korábban látható volt A legelő hőseiben is.
- Az egyik jelentben a galambok beszélgetése során hallható a következő mondat: "Csak ne kapd fel az agyad. Így szúrtad el Némóval is". Ez utalás a Disney és a Pixar Némó nyomábanjára, amelyben szintén található egy hasonló jelenet, madarakkal.
- Mici első megjelenése alatt A Keresztapa zenéje hallható.
- Amikor T-Rex először lép ki műanyag gömbjéből, mániákus viselkedése utal a Frankenstein filmekre.
- Mici többször is Cujohoz hasonlítja Voltot.
- A jelenetben, miközben T-Rex a tévécsatornák között kapcsolgat, a tévében hallható egy mondat, ami az Indiana Jones és a végzet temploma filmben is elhangzott már.
- A filmben Penny szerepel a Teen Vogue magazin címlapján, illetve meghívott a Tonight Show műsorába.
- Az alkotók elmondása szerint, a rendező karaktere erős hasonlóságot mutat a Truman Show egyik szereplőjével Christoff-al, Penny ügynöke pedig azonos tulajdonságokkal rendelkezik, mint az Így jártam anyátokkal Barney Stinsonja.
- A film szerint a Volt, mint sorozat több mint hét évadot ért meg. A Disney eddigi sorozatai közül a maximum évadhatárok száma négy, legfeljebb öt, amelyek fölött még egyetlen Disney széria sem készült el.
- Az egyik jelent során, mikor Volt és barátai az éjszakai eget nézik, feltűnik egy hullócsillag az égen, amire Volt tesz egy megjegyzést. Hasonló jelent található John Travolta egyik filmjében A csodabogárban.
- A Hannah Montana sorozat egyik részében, melyben Miley Cyrus játssza a főszerepet, a karaktere egy animációs stúdióban jár, ahol látható a Volt plakátja is.
- A Tuti T-Rex c. kisfilmben, ami a film DVD változatán jelent meg, hallható egy Hannah Montana szám, Miley Cyrus előadásában.
- Volt alakját az alkotók részben John Lasseter kutyájáról mintázták, ami egy kis kínai csivava. Hasonlóan T-Rexet, akit az egyik animátor hörcsögéről, illetve hangadója, Mark Walton után alkottak meg.

## Betétdalok
A film zenéjét John Powell szerezte, a dalok közül az I Thought I Lost You című számot, Miley Cyrus és John Travolta közös duettjét, több díjra is jelölték. A filmzenét tartalmazó CDt 2008. november 18-án adták ki az Egyesült Államokban.
| 1.    | I Thought I Lost You                       | John Travolta és Miley Cyrus | 3:36 |
| 2.    | Barking at the Moon                        | Jenny Lewis                  | 3:17 |
| 3.    | Meet Bolt                                  |                              | 1:49 |
| 4.    | Bolt Transforms                            |                              | 1:00 |
| 5.    | Scooter Chase                              |                              | 2:29 |
| 6.    | New York                                   |                              | 1:44 |
| 7.    | Meet Mittens                               |                              | 1:25 |
| 8.    | The RV Park                                |                              | 2:14 |
| 9.    | A Fast Train                               |                              | 2:38 |
| 10.   | Where Were You on St. Rhino's Day?         |                              | 1:58 |
| 11.   | Sing-Along Rhino                           |                              | 0:42 |
| 12.   | Saving Mittens                             |                              | 1:02 |
| 13.   | House on Wheels                            |                              | 3:07 |
| 14.   | Las Vegas                                  |                              | 2:01 |
| 15.   | A Friend in Need                           |                              | 1:13 |
| 16.   | Rescuing Penny                             |                              | 3:09 |
| 17.   | A Real Life Superbark                      |                              | 0:46 |
| 18.   | Unbelievable TV                            |                              | 1:20 |
| 19.   | Home at Last/Barking at the Moon (Reprise) |                              | 1:29 |
| 36:19 |                                            |                              |      |

Magyar dal
- Egy ebnek nincs szebb az otthonnál – előadja: Janza Kata

## Televíziós megjelenések
- HBO, HBO Comedy, HBO 2, Film Now
- RTL Klub, M2